# Richard Burton
Richard Burton, właśc. Richard Walter Jenkins jr (ur. 10 listopada 1925 w Pontrydyfen, zm. 5 sierpnia 1984 w Genewie) – walijski aktor filmowy, teatralny i telewizyjny, jeden z gwiazdorów światowego kina powojennego. Był sześciokrotnie nominowany do Oscara.
1 marca 2013 otrzymał pośmiertnie własną gwiazdę w Alei Gwiazd w Los Angeles znajdującą się przy 6336 Hollywood Boulevard.

## Życiorys

### Wczesne lata
Urodził się w Pontrydyfen w hrabstwie Neath Port Talbot, w południowej Walii. Był 12 z 13 dzieci biednego górnika Richarda Waltera Jenkinsa Sr. (1876–1957) i Edith Maude Jenkins (z domu Thomas; 1883–1927), która pracowała jako barmanka w pubie „Miner’s Arms” (w którym poznała swojego przyszłego męża). Richard miał zaledwie dwa lata, kiedy – sześć dni po urodzeniu Grahama, najmłodszego dziecka rodziny – jego matka zmarła wskutek zakażeń poporodowych. Po śmierci matki jego starsza siostra Richarda Cecilii i jej mąż Elfed James, także górnik, wzięli go pod opiekę do dzielnicy podmiejskiej Port Talbot w Taibach, gdzie zamieszkał z ich dwiema córkami, Marian i Rhianon. Inną ważną postacią we wczesnym życiu Richarda był starszy o 19 lat brat Ifor, też górnik, który w młodym Richardzie rozwijał pasję do rugby. Pomimo że Richard grał również w krykieta, tenisa i tenisa stołowego, to piłka nożna i rugby stały się jego największym zainteresowaniem.
W wieku od pięciu do ośmiu lat uczęszczał do Eastern Primary School, a następnie od 8 do 12 lat do tej samej szkoły dla chłopców. W marcu 1937 został przyjęty do Port Talbot Secondary School, gdzie zainteresował się czytaniem poezji, literaturą angielską i walijską. Dorabiał, pracując m.in. jako doręczyciel gazet. Dzięki pomocy nauczyciela aktorstwa Philipa Burtona, który go adoptował i od którego w późniejszym okresie przejął nazwisko, otrzymał stypendium na Uniwersytecie Oksfordzkim. Studiował tam aktorstwo.

### Kariera
W 1943 wystąpił jako profesor Henry Higgins w szkolnym przedstawieniu George’a Bernarda Shawa Pigmalion. Romans w pięciu aktach. 22 listopada 1943 trafił do Royal Court Theatre w Liverpoolu w spektaklu Druidzi (The Druid's Rest) w niewielkiej roli starszego brata, Glana, a następnie w styczniu 1944 do St Martin’s Theatre w Londynie. W czasie II wojny światowej wstąpił do Royal Navy.
Karierę aktorską rozpoczął od udziału jako Morgan Evans w filmie telewizyjnym BBC Kukurydza jest zielona (The Corn Is Green, 1946). Potem zadebiutował na kinowym ekranie w dwóch dramatach: Ostatnie dni Dolwyn (The Last Days of Dolwyn, 1949) jako Gareth z Edith Evans i Teraz Barabas (Now Barabbas, 1949) jako Paddy u boku Cedrica Hardwicke'a. Pod koniec lat 50. pojawiał się w kilku brytyjskich filmach.
Od 1949 grał w teatrach, głównie w rolach szekspirowskich, które krytycy i publiczność wysoko oceniali. W 1951 otrzymał Theatre World Award za występ w inscenizacji Christophera Fry The Lady’s Not for Burning, a za rolę króla Artura w broadwayowskim Alana Jaya Lernera Camelot (1960) zdobył Tony Award.
Największość popularność i nominację do Oscara przyniosły mu role w filmach amerykańskich Henry’ego Kostera: dreszczowcu Moja kuzynka Rachela (My Cousin Rachel, 1952) w roli Philipa Ashleya (Złoty Glob) z Olivią de Havilland i biblijnym dramacie Tunika (The Robe, 1953) jako Marcellus Gallio. Był Winstonem Churchillem w serialu dokumentalnym American Broadcasting Company The Valiant Years (1960). Gwiazdorem światowego formatu uczyniła go kreacja Marka Antoniusza w megaprodukcji Josepha L. Mankiewicza Kleopatra (Cleopatra, 1963) z Elizabeth Taylor.
W 1970 został uhonorowany Orderem Imperium Brytyjskiego.
Kolejne nominacje do Oscara zdobył za postać Thomasa Becketa w dramacie historycznym Becket (1964) z Johnem Gielgudem i Peterem O’Toole, jako brytyjski szpieg Alec Leamas w dreszczowcu Martina Ritta Szpieg, który przyszedł z zimnej strefy (The Spy Who Came in from the Cold, 1965), jako George w czarnej komedii Mike’a Nicholsa Kto się boi Virginii Woolf? (Who’s Afraid of Virginia Woolf?, 1966) wg Edwarda Albee’ego, za rolę króla Anglii Henryka VIII w dramacie kostiumowym Charlesa Jarrotta Anna tysiąca dni (Anne of the Thousand Days, 1969) oraz jako wybitny lekarz psychiatra Martin Dysart w dramacie psychologicznym Sidneya Lumeta Jeździec (Equus, 1977) wg sztuki Petera Shaffera Equus. W latach 70. grywał głównie w filmach sensacyjnych, w tym Powstrzymać Rommla (Raid on Rommel, 1970) jako kpt. Alex Foster, Tylko dla orłów (Where Eagles Dare, 1971), Człowiek klanu (Klansman, 1974) lub Dzikie gęsi (The Wild Geese, 1978)  jako pułkownik Allen Faulkner.
Jego ostatnią rolą była kreacja O’Briena w filmie 1984 (Nineteen Eighty-Four, 1984), w którym widać było zmagania aktora z postępującą chorobą (hemofilią). Choć jego organizm był wyniszczony przez alkohol i papierosy, aktor z uporem ignorował zalecenia lekarzy. Zmarł wskutek wylewu 5 sierpnia 1984 w swojej willi Celigny w Genewie; miał 58 lat.

## Życie prywatne

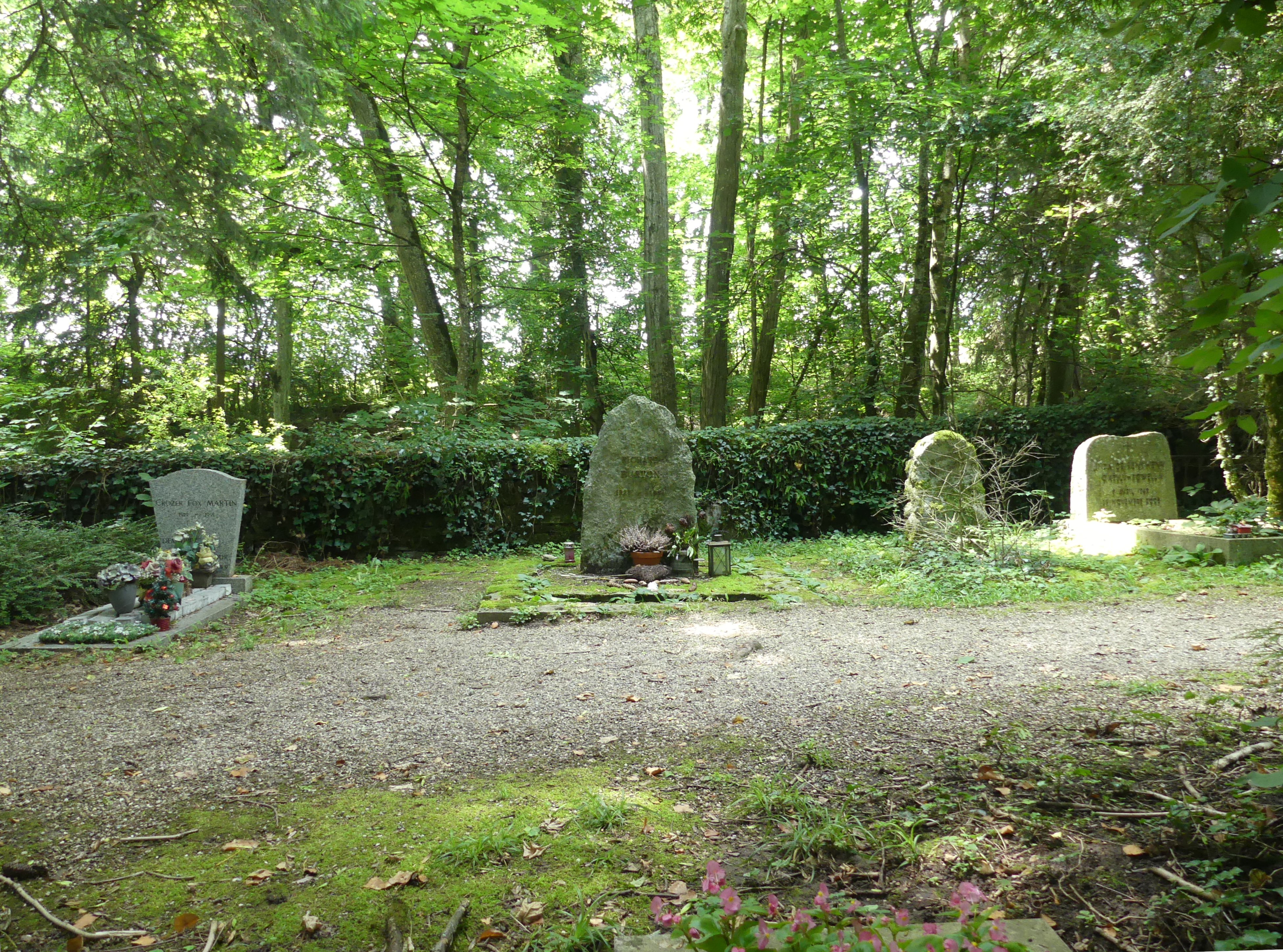
Nagrobek Richarda Burtona na starym cmentarzu w Céligny

Był pięciokrotnie żonaty. 5 lutego 1949 poślubił Sybil Williams. Mieli dwie córki, Kate (ur. 10 września 1957) i Jessicę (ur. 1959), która cierpiała na autyzm. 5 grudnia 1963 doszło do rozwodu.
Do historii przeszedł jego burzliwy romans z ikoną kina Elizabeth Taylor, którą poznał w 1962 na planie filmu Kleopatra. Pobrali się 15 marca 1964 i mieli adoptowaną córkę, Marię. Wystąpili jako para aktorska w dziewięciu filmach, m.in. w Z życia VIP-ów (1963), Brodziec (1965), Kto się boi Virginii Woolf? (1966), Haiti – wyspa przeklęta (1967), Poskromieniu złośnicy (1967) i Boom (1968). Miał romans z Elżbietą Karadziordziewić (ur. 1936), co doprowadziło do rozpadu jego małżeństwa 26 czerwca 1974. Po raz kolejny poślubił Taylor 10 października 1975, a 29 lipca 1976 definitywnie się rozstali. 21 sierpnia tego samego roku poślubił Susan Hunt, z którą rozwiódł się w 1982. 3 lipca 1983 poślubił Sally Hay.
Chorował na hemofilię.

## Filmografia

### Aktor
- 1949: The Last Days of Dolwyn jako Gareth
- 1949: Now Barabbas jako Paddy
- 1950: Kobieta bez imienia (The Woman with No Name) jako Nick Chamerd
- 1950: Waterfront jako Ben Satterthwaite
- 1951: Green Grow the Rushes jako Robert ‘Bob’ Hammond
- 1952: Moja kuzynka Rachela (My Cousin Rachel) jako Philip Ashley
- 1953: Szata (The Robe) jako Trybun Marcellus Gallio
- 1953: Szczury pustyni (The Desert Rats) jako kapitan MacRoberts
- 1954: Gladiatorzy (Demetrius and the Gladiators) jako Marcellus Gallio
- 1955: Książę graczy (Prince of Players) jako Edwin Booth
- 1955: The Rains of Ranchipur jako dr Safti
- 1956: Aleksander Wielki (Alexander the Great) jako Aleksander Wielki
- 1957: Żona marynarza (Sea Wife)
- 1957: Gorzkie zwycięstwo (Amere victoire) jako kapitan Leith
- 1959: Sen noci svatojanske jako narrator
- 1959: Miłość i gniew (Look Back in Anger) jako Jimmy Potter
- 1960: The Fifth Column
- 1960: Pałac z lodu (Ice Palace) jako Zeb Kennedy
- 1960: The Bramble Bush jako Guy
- 1960: Burza (The Tempest) jako Caliban
- 1962: Najdłuższy dzień (The Longest Day) jako oficer lotniczy David Campbell
- 1963: Z życia VIP-ów (The V.I.P.s) jako Paul Andros
- 1963: Kleopatra (Cleopatra) jako Marek Antoniusz
- 1964: Becket jako Thomas Becket
- 1964: Noc iguany (The Night of the Iguana) jako T. Lawrence Shannon
- 1964: Zulu (film) jako narrator (głos)
- 1965: Szpieg, który przyszedł z zimnej strefy[21] jako Alec Leamas
- 1965: Co słychać, koteczku?[22] jako mężczyzna w klubie striptizowym
- 1965: Brodziec (The Sandpiper) jako doktor Edward Hewitt
- 1966: Kto się boi Virginii Woolf? (Who’s Afraid of Virginia Woolf?) jako George
- 1967: Doctor Faustus jako doktor Faustus
- 1967: Haiti – wyspa przeklęta (The Comedians) jako Brown
- 1967: Poskromienie złośnicy (The Taming of the Shrew) jako Petruchio
- 1968: Candy jako McPhisto
- 1968: Tylko dla orłów (Where Eagles Dare) jako major John Smith
- 1968: Boom jako Chris Flanders
- 1969: Schody (Staircase) jako Harry Leeds
- 1969: Anna tysiąca dni (Anne of the Thousand Days) jako Henryk VIII
- 1971: Raid on Rommel jako kapitan Alex Foster
- 1971: Villain jako Vic Dakin
- 1972: Pod mlecznym lasem (Under Milk Wood) jako Pierwszy Głos (głos)
- 1972: Hammersmith Is Out jako Hammersmith
- 1972: Zabójstwo Trockiego (The Assassination of Trotsky) jako Lew Trocki
- 1972: Sinobrody (Bluebeard) jako baron von Sepper
- 1973: Piąta ofensywa jako marszałek Tito
- 1973: Divorce His – Divorce Hers jako Martin Reynolds
- 1973: Masakra w Rzymie (Rappresaglia) jako pułkownik Herbert Kappler
- 1974: The Gathering Storm jako Winston Churchill
- 1974: Spotkanie (Brief Encounter) jako Alec Harvey
- 1974: Człowiek klanu (Klansman) jako Breck Stancill
- 1974: Podróż (Il Viaggio) jako Cesare Braggi
- 1977: Egzorcysta II: Heretyk (Exorcist II: The Heretic) jako ojciec Philip Lamont
- 1977: Jeździec (Equus) jako Martin Dysart
- 1978: Rozgrzeszenie (Absolution) jako ojciec Goddard
- 1978: Dzikie gęsi (The Wild Geese) jako pułkownik Allen Faulkner
- 1978: Dotknięcie Meduzy (The Medusa Touch) jako John Morlar
- 1979: Lovespell jako król Mark z Kornwalii
- 1979: Steiner – Żelazny krzyż 2[23] jako sierżant Steiner
- 1980: W kręgu dwojga (Circle of Two) jako Ashley St. Clair
- 1983: Alice in Wonderland jako Biały Królik
- 1983: Wagner jako Ryszard Wagner
- 1984: 1984 (Nineteen Eighty-Four) jako O’Brien
- 1984: Wyspa Ellis (Ellis Island) jako Sen. Phipps Ogde

### Producent
- 1963: Dozorca (The Caretaker)
- 1967: Doctor Faustus
- 1967: Poskromienie złośnicy (The Taming of the Shrew)

### Występy gościnne
- 1951–1952: Celanese Theatre
- 1951: Hallmark Hall of Fame jako Caliban
- 1957: The DuPont Show of the Month jako Heathcliffe
- 1968–1974: Here’s Lucy jako on sam
- 1987: Biography jako on sam
- 1997: Conan jako Crom

### Reżyser
- 1967: Doctor Faustus

### Zdjęcia archiwalne
- 1967: Lionpower From MGM jako (nie wymieniony w czołówce)
- 1995: Weddings of a Lifetime jako on sam
- 2000: Elizabeth Taylor: A Musical Celebration jako George

### Występy nie wymienione w czołówce
- 1965: Co słychać, koteczku?[24] jako człowiek w klubie ze striptizem
- 1967: The Comedians in Africa jako on sam
- 1968: On Location: Where Eagles Dare jako on sam

## Nagrody
| Rok  | Nagroda            | Kategoria                             | Film                                                                              |
| ---- | ------------------ | ------------------------------------- | --------------------------------------------------------------------------------- |
| 1953 | Złoty Glob         | Najbardziej obiecujący debiutant      | Moja kuzynka Rachela (1952)                                                       |
| 1966 | David di Donatello | Najlepszy aktor zagraniczny           | Szpieg, który przyszedł z zimnej strefy (1965)                                    |
| 1967 | David di Donatello | Najlepszy aktor zagraniczny           | Poskromienie złośnicy (1967)                                                      |
| 1967 | Nagroda BAFTA      | Najlepszy aktor brytyjski             | Szpieg, który przyszedł z zimnej strefy (1965) Kto się boi Virginii Woolf? (1966) |
| 1968 | Bambi              | Najlepszy aktor – międzynarodowy      | Kto się boi Virginii Woolf? (1966)                                                |
| 1976 | Nagroda Grammy     | Najlepszy album dla dzieci            | The Little Prince (1974)                                                          |
| 1978 | Złoty Glob         | Najlepszy aktor w filmie dramatycznym | Jeździec (1977)                                                                   |